# Norbert Wiener
Norbert Wiener (født 26. november 1894, død 18. marts 1964) var en amerikansk matematiker med et bredt forskningsfelt, men han var især aktiv inden for anvendt matematik med fokus på kommunikation, elektronik og computere. Wiener var en pioner i studiet af stokastiske processer og matematisk analyse af støj.
Wiener er grundlægger af studiet af kybernetik (engelsk cybernetics), et ord Wiener selv foreslog og anvendte i sin bog Cybernetics or Control and Communication in the Animal and the Machine (MIT Press, 1948), en bog der i sin samtid blev regnet for et af de væsentligste bidrag til den videnskabelige tænkning.
Wiener regnes for en af de tidligste væsentlige amerikanske matematikere, og han var nøgleperson i en afgørende periode i amerikansk matematik og inspiration for en hel generation af forskere som anvendte matematik inden for ingeniørvidenskaberne, kommunikation og psykologi.
Wiener ydede under 2. verdenskrig væsentlige bidrag til den militære forskning og til udvikling af våbensystemer og automatisk styring af våben og bidrog med matematiske metoder der blev væsentlige under den kolde krig. Wiener selv tog efter atombomben kraftig afstand fra videnskabens deltagelse i våbenkapløbet. 